# Parkermavella punctigera
Parkermavella punctigera is een mosdiertjessoort uit de familie van de Bitectiporidae. De wetenschappelijke naam van de soort is voor het eerst geldig gepubliceerd in 1883 door MacGillivray.